# Julien-Louis-Marie de La Haye-Jousselin
Julien-Louis-Marie de La Haye-Jousselin (12 novembre 1791, Redon - 23 juin 1865, château du Fond-des-Bois (Derval)), est un homme politique français.

## Biographie
Fils de Félix de La Haye-Jousselin et de Louise Marie Josephe Macé de La Porte,, Julien-Louis-Marie appartient à l'administration des forêts, devenant intendant des domaines du duc d'Aumale.
Il se présente une première fois sans succès à la députation, le 21 juin 1834, dans le 5e collège de la Loire-Inférieure (Châteaubriant). Il se représenta aux élections du 4 novembre 1837 et fut élu député. Il obtient successivement sa réélection le 2 mars 1839, le 9 juillet 1842 et le 1er août 1846. 
La Haye-Jousselin vota à la Chambre constamment selon les vœux du pouvoir. La Révolution française de 1848 le rendit à la vie privée.
Il est maire de Derval de 1826 à 1852.
Marié à Marie Kososka, il est le père de Louis de La Haye-Jousselin (1836-1901), maire de Derval de 1870 à 1901 et conseiller général de la Loire-Inférieure, et d'Edmond de La Haye-Jousselin (1838-1903), officier de caverlerie, président de la Société hippique.

## Sources
- « Julien-Louis-Marie de La Haye-Jousselin », dans Adolphe Robert et Gaston Cougny, Dictionnaire des parlementaires français, Edgar Bourloton, 1889-1891 [détail de l’édition]